# 波号第二百二十一潜水艦
波号第二百二十一潜水艦（はごうだいにひゃくにじゅういちせんすいかん）は、日本海軍の未成潜水艦。波二百一型潜水艦の21番艦。戦後海没処分された。

## 艦歴
マル戦計画の潜水艦小、第4911号艦型の21番艦、仮称艦名第4931号艦として計画。1945年4月20日、川崎重工業本社艦船工場で起工。
6月7日、波号第二百二十一潜水艦と命名されて波二百一型潜水艦の19番艦に定められ、本籍を舞鶴鎮守府と仮定。
8月4日進水したが、進水後の工事は未着手だった。17日、工事中止が発令され工程75%で工事中止。
1946年5月6日、紀伊水道でアメリカ海軍により海没処分された。